# Compsobracon thodeanus
Compsobracon thodeanus är en stekelart som först beskrevs av Günther Enderlein 1920.  Compsobracon thodeanus ingår i släktet Compsobracon och familjen bracksteklar. Inga underarter finns listade i Catalogue of Life.